# Appledale (Washington)
Appledale az Amerikai Egyesült Államok északnyugati részén, Washington állam Douglas megyéjében elhelyezkedő önkormányzat nélküli település.
Appledale postahivatala 1912 és 1927 között működött. A település nevét a környező gyümölcsöskertekről kapta.

## Fordítás
Ez a szócikk részben vagy egészben  az   Appledale, Washington című angol Wikipédia-szócikk ezen változatának fordításán alapul.  Az eredeti cikk szerkesztőit annak laptörténete sorolja fel. Ez a jelzés csupán a megfogalmazás eredetét és a szerzői jogokat jelzi, nem szolgál a cikkben szereplő információk forrásmegjelöléseként.